# Adolf Hurwitz

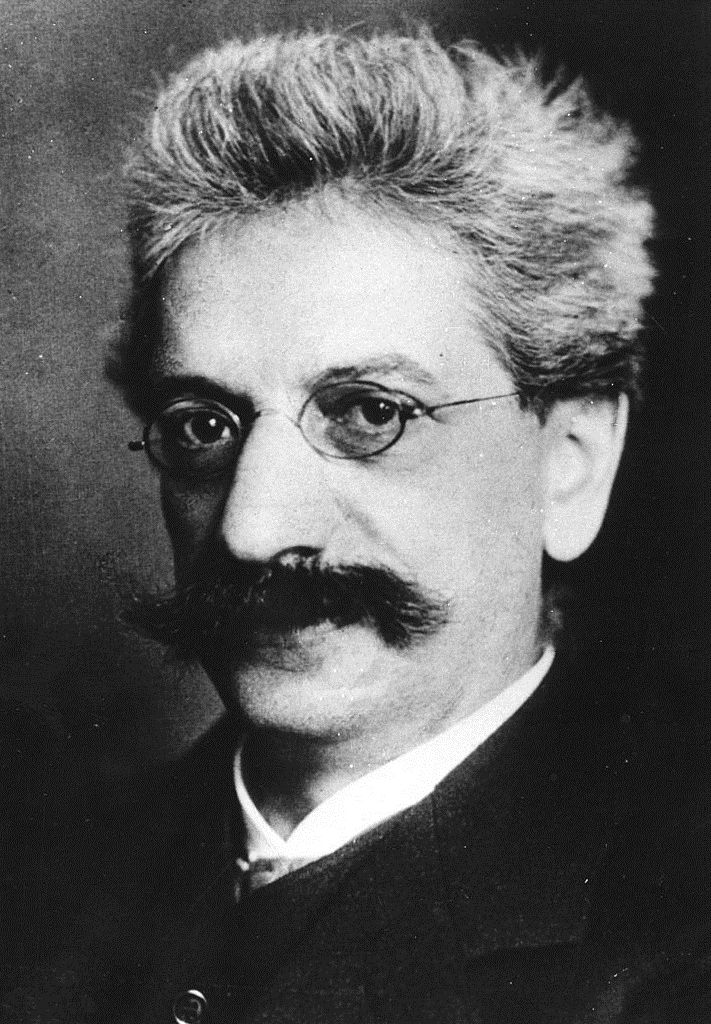
Adolf Hurwitz en 1910.

Adolf Hurwitz (ˈaːdɔlf ˈhʊʁvɪts; Hildesheim, Reino de Hannover, 26 de marzo de 1859-Zúrich, Suiza, 18 de noviembre de 1919) fue un matemático alemán conocido por sus trabajos en álgebra, análisis, geometría y teoría de números.

## Biografía

### Infancia
Nació en el seno de una familia judía. Su padre, el mercante Salomon Hurwitz, no era particularmente adinerado. Su madre, Elise Wertheimer, murió cuando Adolf tenía tres años de edad. Los registros de la familia indican de que tuvo hermanas y primos, pero sus nombres no fueron confirmados.
Entró en 1868 en el Instituto Realgymnasium Andreanum de Hildesheim, donde le fueron enseñadas las matemáticas de la mano de Hermann Schubert. Schubert persuadió al padre de Hurwitz para permitirle a su hijo ir a la universidad, y arregló para que Hurwitz estudiara en Múnich con Felix Klein. Salomon Hurwitz no podía costear los gastos para mandar a su hijo a la universidad, pero su amigo, Mr. Edwards, aceptó en ayudarlo con el dinero.

### Educación
Entró en 1877 a la Universidad de Múnich. Allí estuvo un año asistiendo a las lecturas de Felix Klein, antes de estudiar en 1878 en la Universidad Humboldt de Berlín, donde asistió a clases de Kummer, Weierstraß y Kronecker.
En octubre de 1880, Klein se fue a la Universidad de Leipzig. Hurwitz lo siguió y consiguió su doctorado bajo la supervisión de Klein, finalizando un trabajo sobre la función elíptica modular en 1881. Luego de dos años en la Universidad de Gotinga, en 1884 fue invitado a ser profesor en la Albertina, en Königsberg; allí encontró a los jóvenes David Hilbert y Hermann Minkowski, sobre los cuales tenía mayor influencia. Después de la salida de Ferdinand Georg Frobenius, Hurwitz tomó un cargo en la Eidgenössische Polytechnikum Zürich (actual ETH) en 1892 (teniendo que abandonar su posición en Gotinga poco después), y estuvo allí por el resto de su vida.
Durante todo su tiempo en Zúrich, sufrió de continuos problemas de salud, los cuales fueron originalmente causados cuando contrajo fiebre tifoidea cuando era estudiante en Múnich. Sufrió de severas migrañas y luego, en 1905, se le enfermaron los riñones y le extirparon uno.

## Contribución a las matemáticas
Fue uno de los primeros estudiantes de la teoría de la superficie de Riemann, y la utilizó para probar muchos resultados fundacionales en curvas algebraicas; por ejemplo, el teorema de automorfismo de Hurwitz. Este trabajo anticipó varias teorías posteriores, como la teoría general de correspondencias algebraicas, los operadores de Hecke y el teorema del punto fijo de Lefschetz.
También tuvo mucho interés en la teoría de números. Estudió la teoría de los órdenes máximos (como serían ahora) para los cuaterniones, definiendo el cuaternión de Hurwitz, que recibió su nombre. En el campo de sistemas de control y teoría de sistemas dinámicos, derivó el criterio de estabilidad de Routh–Hurwitz para determinar si un sistema es estable, en 1895, independientemente de Edward Routh, quien lo había derivado anteriormente por un método diferente.

## Familia
En 1884, cuando residía en Königsberg, conoció y se casó con Ida Samuel —la hija de un profesor de la facultad de medicina—, con quien tuvo tres hijos.